# René de Voyer

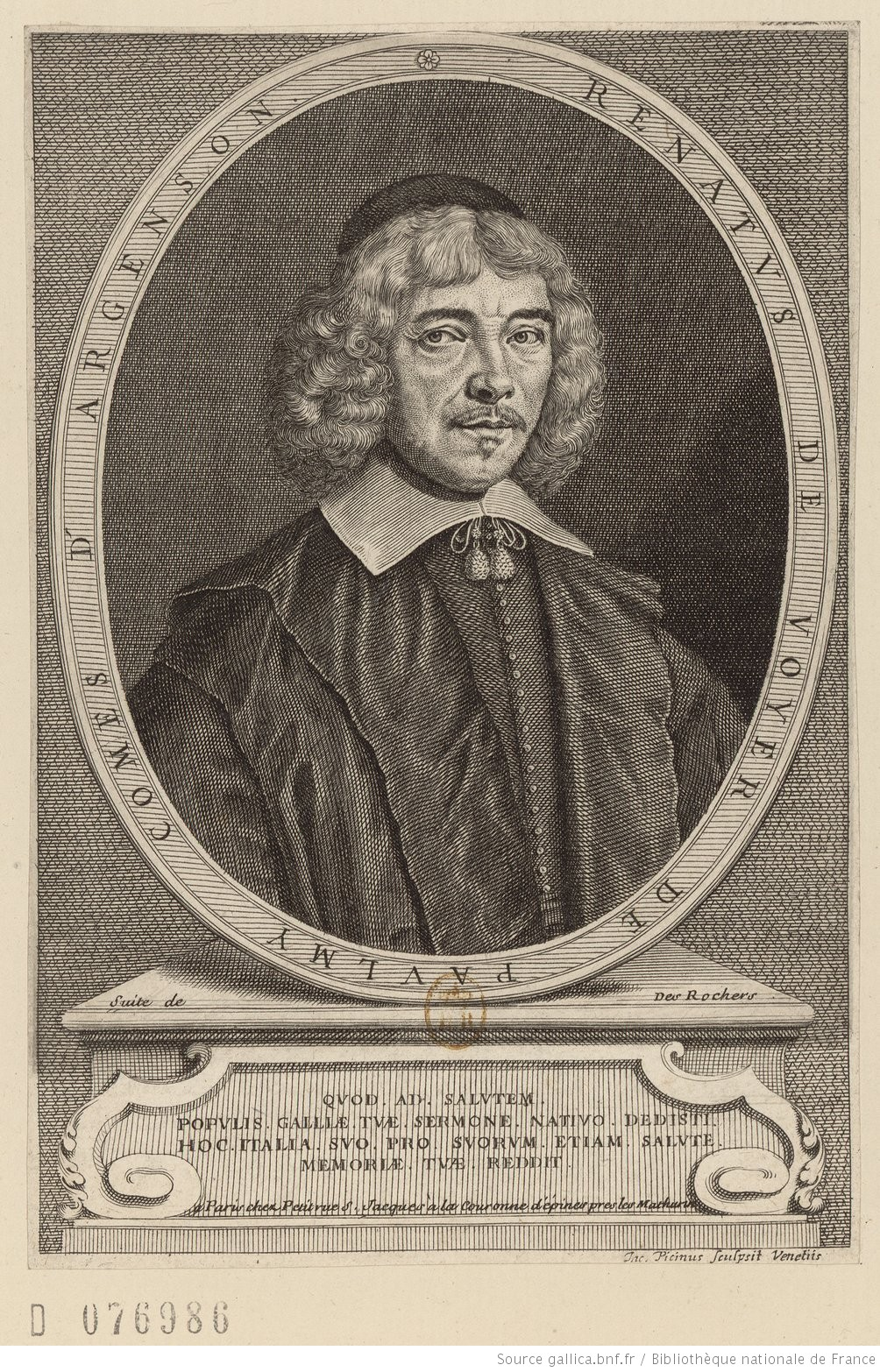
René de Voyer, anonyme Gravur, 1786, Bibliothèque nationale de France, Département des Estampes et Photographie

René de Voyer (* 21. November 1596; † 14. Juli 1651 in Venedig), Seigneur d’Argenson, war ein französischer Verwaltungsbeamter und Diplomat.

## Leben
René de Voyer war der Enkel von Jean (III.) de Voyer, Seigneur de Paulmy, de la Roche de Gennes etc., und Jeanne Gueffault, Erbin von Argenson. Seine Eltern waren Pierre de Voyer de Paulmy, Seigneur de la Ballotière et d’Argenson († 1616), und Elisabeth Hurault († 1645).
René de Voyer war Rechtsanwalt von Beruf und wurde Avocat (11. November 1615) und Conseiller (15. November 1619) am Parlement de Paris, Maître des requêtes (1620, verkauft am 26. Januar 1639), Staatsrat (2. August 1625) und Maître des requêtes de l’Hôtel du Roi ordinaire (17. April 1628).
Kardinal Richelieu betraute ihn mit mehreren Missionen als Inspekteur und Intendant der Streitkräfte. 1623 wurde er zum Intendanten für Justiz, Polizei und Finanzen in der Auvergne ernannt, 1632 hatte er ein ähnliches Amt im Limousin inne, wo er bis 1637 blieb. So wurde er am 17. Oktober 1630 Intendant der Dauphiné und angrenzende Gebiete für den Krieg in Italien und Savoyen, am 12. August 1632 für Berry, Touraine, Angoumois, Limousin, La Marche, Auvergne unter Henri II. de Bourbon, prince de Condé, dem Gouverneur dieser Provinzen, sowie für Burgund. 1633 wurde er Intendant der Saintonge und des Poitou, 1634 Intendant der Auvergne, 1635 Intendant einer königlichen Armee, 1636 Intendant der von Marschall La Force kommandierten Armee, 1637 Intendant der Italienarmee, am 20. März 1638 Conseiller d’État de semestre.
Auf dem Italienfeldzug geriet er in Gefangenschaft. Er wurde in Mailand gefangen gehalten, wo er 1640 seinen Traité de la Sagesse chrétienne schrieb. 1641 wurde er Intendant des Heeres und der Flotte in Katalonien. Am 8. März 1643 wurde er zum Conseiller d’État ordinaire ernannt.
Nach dem Tod Ludwigs XIII. (14. Mai 1643) war René de Voyer weiter in der Spitze der französischen Verwaltung tätig. 1644 wurde er Intendant von Poitou, Saintonge, Angoumois, Aunis und der vorgelagerten Inseln. Am 24. März 1646 führte er im Namen des Königs Verhandlungen mit dem Papst (Innozenz X.), dem Großherzog von Toskana (Ferdinando II. de’ Medici) und anderen italienischen Fürsten. Am 14. April 1646 wurde er Intendant für Justiz, Polizei, Finanzen und die Lebensmittelversorgung des Heeres, das in der Provence zusammengezogen wurde. Am 3. Januar 1647 nahm er mit dem Herzog von Orléans (Gaston de Bourbon) und dem Marschall Le Plessis-Praslin (César de Choiseul) an den États de Languedoc teil, war im gleichen Jahr königlicher Kommissar für dessen Güter im Languedoc. Im Jahr darauf war er Intendant von Guyenne, wo er seine Fähigkeiten unter Beweis stellte, als während der Fronde die Autorität des Königs verteidigt werden musste.
Nach dem Tod seiner Frau trat er in den geistlichen Stand, übte seine staatlichen Aufgaben aber weiter aus. Am 24. Juni 1650 wurde er von Mazarin zum Botschafter in Venedig ernannt. Am 24. Februar 1651 zum Priester geweiht, starb aber bereits am 14. Juli 1651.

## Ehe und Familie
René de Voyer heiratete am 17. Februar 1622 Hélène de La Font († 9. Februar 1638), Tochter von Barthélemy de La Font, königlicher Sekretär, und Madeleine de Patras. Ihre Kinder waren:
- René (II.) (* 13. Dezember 1623 in Blois; † Mai 1700), Seigneur d’Argenson, Staatsrat, Botschafter in Venedig; ⚭ 8. Mai 1650 Marguerite Houllier de La Poyade (* 27. August 1630), Tochter von Hélie Houllier, Seigneur de La Poyade, und Catherine de Paris
- Louis (~ 16. Januar 1625; † 13. Januar 1694), 1635 Prior von Saint-Sépulcrer d’Allemagne, 6. Oktober 1639 Abt von La Sainte-Trinité de Beaulieu, 1651 Prévôt von Saint-Laurent de Parthenay, 16. Mai 1671 Prior von Notre-Dame de Rouen, 21. Oktober 1671 Doyen an Saint-Germain-l’Auxerrois
- Pierre (~ 19. November 1626), dit le Vicomte d’Argenson, Seigneur de Chastre, Vicomte de Mouzé, 25. März 1636 geistlich, dann wieder weltlich, Gentilhomme ordinaire de la Chambre du Roi, 1643 Bailli von Touraine, Generalgouverneur von Neufrankreich (Gouverneur de toute l’entendue du fleuve Saint-Laurent), 1657 Staatsrat, testiert 9. April 1709
- Madeleine (~ 8. Mai 1629); ⚭ (Ehevertrag 15. Mai 1645) Jean de Bernage, Seigneur d’Avrigny, Conseiller au Grand Conseil († Juni 1689)
- Claude (~ 20. September 1632; † 24. September 1632)
- Jacques (~ 18. Februar 1634 in Saint-André-des-Arts in Paris; † 14. Juni 1715) dit l’Abbé d’Argenson, Dr. in Kanonischem Recht, Prior von Saint-Nicolas
- Angélique (~ 22. Oktober 1637; † jung)

## Werke
- Traité de la Sagesse chrétienne par monsieur d'Argenson pendant sa prison au chatelet de Milan en l'an 1640, S. Huré, 1651